# ای‌یو-۲۳ پیس میکر
فیرچایلد ای‌ یو-۲۳ پیس میکر (به انگلیسی: Fairchild_AU-23_Peacemaker) یک هواگرد ملخ‌پیشین تک‌موتوره از نوع ضد اغتشاش ساخت شرکت فیرچایلد ایرکرفت است. در مجموع، تعداد ۱۵ فروند از این هواگرد ساخته شده‌است.